# Liste der Baudenkmale in Diensdorf-Radlow
In der Liste der Baudenkmale in Diensdorf-Radlow sind alle Baudenkmale der brandenburgischen Gemeinde Diensdorf-Radlow und ihrer Ortsteile aufgelistet. Grundlage ist die Veröffentlichung der Landesdenkmalliste mit dem Stand vom 31. Dezember 2022. Die Bodendenkmale sind in der Liste der Bodendenkmale in Diensdorf-Radlow aufgeführt.

## Baudenkmale in den Ortsteilen
In den Spalten befinden sich folgende Informationen:
- ID-Nr.: Die Nummer wird vom Brandenburgischen Landesamt für Denkmalpflege vergeben. Ein Link hinter der Nummer führt zum Eintrag über das Denkmal in der Denkmaldatenbank. In dieser Spalte kann sich zusätzlich das Wort Wikidata befinden, der entsprechende Link führt zu Angaben zu diesem Denkmal bei Wikidata.
- Lage: die Adresse des Denkmales und die geographischen Koordinaten. Link zu einem Kartenansichtstool, um Koordinaten zu setzen. In der Kartenansicht sind Denkmale ohne Koordinaten mit einem roten beziehungsweise orangen Marker dargestellt und können in der Karte gesetzt werden. Denkmale ohne Bild sind mit einem blauen bzw. roten Marker gekennzeichnet, Denkmale mit Bild mit einem grünen beziehungsweise orangen Marker.
- Bezeichnung: Bezeichnung in den offiziellen Listen des Brandenburgischen Landesamtes für Denkmalpflege. Ein Link hinter der Bezeichnung führt zum Wikipedia-Artikel über das Denkmal.
- Beschreibung: die Beschreibung des Denkmales
- Bild: ein Bild des Denkmales und gegebenenfalls einen Link zu weiteren Fotos des Baudenkmals im Medienarchiv Wikimedia Commons

### Diensdorf
| ID-Nr.                           | Lage                 | Bezeichnung                                                                                           | Beschreibung | Bild                                                                                                  |
| -------------------------------- | -------------------- | --- | --- | --- |
| 09115174                         | Hauptstraße 9 (Lage) | Wohnhaus mit Nebengebäude                                                                             | Ehemaliges Haus der Familie Imm, erbaut 1906 an der neuen Chaussee nach Bad Saarow/Fürstenwalde, der Diensdorfer Hauptstraße. | Wohnhaus mit Nebengebäude                                                                             |
| 09115442                         | Uferweg 13 (Lage)    | Sommerhaus mit Pavillon-Nebengebäude Boots- und Badesteg sowie straßenseitiger Grundstückseinfriedung | Das reetgedeckte Sommerhaus über dem Ostufer des Scharmützelsees stammt aus den Jahren 1937/38 und wurde nach 2008 saniert.   | Sommerhaus mit Pavillon-Nebengebäude Boots- und Badesteg sowie straßenseitiger Grundstückseinfriedung |
| 09115896 Teilobjekt zu: 09115442 | Uferweg 13 (Lage)    | Bootssteg                                                                                             | | BW |
| 09115555 Teilobjekt zu: 09115442 | Uferweg 13 (Lage)    | Gartenpavillon                                                                                        | | BW |